# چاندرابوس
چاندرابوس (انگلیسی: Chandrabose) شاعر، ترانه‌سرا، خواننده و موسیقی‌دان اهل هند است که بیشتر در سینمای تالیوود فعالیت دارد. او طی دورهٔ فعالیت ۲۵ ساله خود او برای حدود ۳۶۰۰ ترانه در ۸۵۰ فیلم سینمایی شعر سروده‌است.
وی تا کنون برندهٔ ۲ جایزه ناندی، ۲ جایزه فیلم‌فیر جنوب و همچنین به همراه ام. ام. کیراوانی برندهٔ جایزه گلدن گلوب بهترین ترانه غیراقتباسی برای ترانهٔ «رقص رقص» در فیلم آرآرآر شد.

## گزیدهٔ فیلم‌شناسی
- این عشق است
- آزاد
- دانش‌آموز شماره ۱
- شاه دزد
- چناکساوا ردی
- آریا
- نانی
- رقابت
- هر کس
- چاتراپاتی
- خوشحال
- ویکرامارکدو
- خانه عروسک‌ها
- سرباز
- یک مرد
- هدف
- جنگجوی بزرگ
- آریا ۲
- شگفت‌انگیز
- ناگاوالی
- ۱۰۰٪ عشق
- بدرینات
- پنجه
- سایه
- جهان دوم
- زنجیر
- من تنها هستم
- ما
- من
- تقدیم به پدرم
- عشق من جانکی
- جای لاوا کوسا
- تئاتر
- زنده باد ناراسیما ردی
- چرای جنگلی
- آرآرآر